# Bachhäuser
Die Bachhäuser sind eine Siedlung in der Gemeinde Aigen-Schlägl im Bezirk Rohrbach in Oberösterreich.

## Geographie
Die Einzelsiedlung Bachhäuser befindet sich im Osten der Ortschaft Aigen im Mühlkreis. Sie liegt im Einzugsgebiet des Galgenbachs. Die Bachhäuser sind Teil der 22.302 Hektar großen Important Bird Area Böhmerwald und Mühltal.

## Geschichte
Bis zur Gemeindefusion von Aigen im Mühlkreis und Schlägl am 1. Mai 2015 gehörten die Bachhäuser zur Gemeinde Aigen im Mühlkreis.